# Pablo Lastras García
Pablo Lastras García (San Martín de Valdeiglesias, 20 de gener de 1976) és un exciclista espanyol. Va passar a professional el 1997, quan ho feu a les files de l'equip Banesto. Al seu palmarès destaca el fet que ha guanyat etapes a cadascuna de les grans voltes: tres a la Volta a Espanya, una al Tour de França i una altra al Giro d'Itàlia.
És un dels productes del planter de ciclistes de la Fundació Provincial Esportiva Víctor Sastre, situada a El Barraco (Àvila).
El 2015 va patir una forta caiguda durant la disputa de la Volta a Catalunya. La gran fractura que va patir i la poca probabilitat de recuperació, van fer que a l'octubre del mateix any anunciés la retirada del ciclisme.

## Palmarès
- 1997
  - 1r al Memorial Manuel Galera
- 1999
  - Vencedor d'una etapa del Trofeu Joaquim Agostinho
  - Vencedor d'una etapa de la Volta a Portugal
- 2000
  - Vencedor d'una etapa de la Volta al Minho
- 2001
  - 1r al Memorial Manuel Galera
  - Vencedor d'una etapa del Giro d'Itàlia
- 2002
  - Vencedor de 2 etapes de la Volta a Espanya
- 2003
  - 1r a la Volta a Burgos
  - Vencedor d'una etapa del Tour de França
- 2005
  - Vencedor d'una etapa de la Volta a Suïssa
- 2007
  - Vencedor d'una etapa del Tour del Benelux
- 2008
  - 1r a la Volta a Andalusia
- 2011
  - Vencedor d'una etapa de la Volta a Espanya

### Resultats a la Volta a Espanya
- 2002. 17è de la classificació general. Vencedor de 2 etapes
- 2003. 55è de la classificació general
- 2004. 38è de la classificació general
- 2005. 19è de la classificació general
- 2006. 48è de la classificació general
- 2011. 44è de la classificació general. Vencedor d'una etapa. Porta el mallot vermell durant 1 etapa
- 2012. 74è de la classificació general

### Resultats al Tour de França
- 2003. 67è de la classificació general. Vencedor d'una etapa

### Resultats Giro d'Itàlia
- 2001. 49è de la classificació general. Vencedor d'una etapa
- 2007. 42è de la classificació general
- 2008. 64è de la classificació general
- 2009. 45è de la classificació general
- 2010. 113è de la classificació general
- 2011. 38è de la classificació general
- 2012. Abandona (6a etapa)
- 2013. 85è de la classificació general